# Рокитов-при-Гуменном
Рокитов-при-Гуменном (словац. Rokytov pri Humennom) — село и одноимённая община в районе Гуменне Прешовского края Словакии. В письменных источниках начинает упоминаться с 1379 года.

## География
Село расположено в юго-восточной части края, в пределах Лаборецкой возвышенности, в долине реки Выравы, при автодороге 3846. Абсолютная высота — 231 метр над уровнем моря. Площадь муниципалитета составляет 25,68 км².

## Население
| Год:                | 1994 | 2004     | 2014    | 2024    |
| ------------------- | ---- | -------- | ------- | ------- |
| Количество человек: | 354  | 303      | 304     | 287     |
| Разница:            |      | −14,40 % | +0,33 % | −5,59 % |

По данным последней официальной переписи 2011 года, численность населения Рокитова-при-Гуменном составляла 305 человек.
Национальный состав населения (по данным переписи населения 2011 года):
| Национальность | Численность, человек |
| -------------- | -------------------- |
| словаки        | 180                  |
| русины         | 106                  |
| украинцы       | 4                    |
| чехи           | 3                    |
| не указана     | 14                   |